# Leskošek
Leskošek je priimek več znanih Slovencev:

## Znani nosilci priimka
- Albert Leskošek > Aleš Leskošek, steklarji
- Bojan Leskošek, kineziolog, metodolog
- Branko Leskošek (*1951), letalski modelar
- Franc Leskošek - Luka (1897—1983), sindikalni in politični delavec, revolucionar, narodni heroj
- Franc Leskošek (*195#), sociolog, suicidolog
- Janko Leskošek (1916—1988), športni pedagog, prof. DIF v Beogradu
- Karmen Leskošek, sociologinja, statističarka; direktorica ZRSZ OS Celje
- Lea Leskošek, kinologinja, trenerka psov
- Matej Leskošek, stomatolog
- Mirko Leskošek (1923—2006), agronom, univ. profesor
- Tatjana Leskošek Denišlič (*194#), otroška zobozdravnica in pisateljica
- Vesna Leskošek (*1959), sociologinja, strok. za socialno delo, univ. prof., častna predsdnica društva in pokroviteljica festivala Mesto žensk
- Vilim Leskošek (1918—1995), hrvaški muzealec in slikar